# جيف تايلور (كرة سلة)
جيف تايلور (بالإنجليزية: Jeff Taylor)‏ مواليد 1 يناير 1960 في بليثفيل، هو لاعب كرة سلة أمريكي معتزل. تم اختياره من قبل فريق هيوستن روكتس خلال الدرافت. يبلغ طوله 6 قدم 4 بوصة (1.9 م). لعب مع هيوستن روكتس وديترويت بيستونز.

## روابط خارجية
- جيف تايلور على موقع إن بي أي (الإنجليزية)
- جيف تايلور على موقع سبورتس رفرنس (الإنجليزية)
- جيف تايلور على موقع كرة السلة الأوروبية.كوم (الإنجليزية)
- جيف تايلور على موقع كلية كرة السلة في سبورتس رفرنس.كوم (الإنجليزية)
- جيف تايلور على موقع ريلجم (الإنجليزية)